# پولوز موکوچ
پولوز موکوچ (نام واقعی: مخیتاریچ غازاروسی ملکیانیان)(زادهٔ ۷ ژانویه ۱۸۸۱، الکساندراپول، استان ایروان، امپراتوری روسیه - درگذشته در ۱۵ فوریه ۱۹۳۱، لنیناکان، جمهوری سوسیالیستی ارمنستان، فدراسیون ماورای قفقاز، اتحاد جماهیر شوروی) یک طنزپرداز و حکایت‌نویس محبوب ارمنی از گیومری بود.

## زندگی‌نامه
مخیتاریچ ملکیانیان در خانواده‌ای آهنگر به دنیا آمد. به دلیل قد بلندش، موکوچ (شکل مصغر مخیتاریچ) لقب «پولوز» (اصطلاح محاوره‌ای به معنای بسیار قدبلند) را گرفت. به جای یادگیری حرفه پدرش، موکوچ پس از دریافت آموزش ابتدایی، به یک «پودراچی» (فروشنده دوره‌گرد) تبدیل شد. او گاری خود را در نقاط مختلف شهر مستقر می‌کرد و در حین فروش میوه و خربزه، لطیفه‌ها و داستان‌های خنده‌دار بی‌پایانی تعریف می‌کرد. بسیاری از این داستان‌ها بر اساس وقایع واقعی بودند و او را در گیومری بسیار محبوب کردند. معاصران می‌گویند که او شخصیتی شاد داشت، اما در ساعات کاری ذهنش بر فروش کالا و رضایت مشتریان متمرکز بود. او مردی بسیار بذله‌گو بود و با چهره‌ای جدی و بدون لبخند شوخی می‌کرد، در حالی که افراد مقابلش از شدت خنده غش می‌کردند. او هم‌مدرسه‌ای نویسنده مشهور ارمنی، آوتیک ایساهاکیان بود. بسیاری از حکایت‌ها و داستان‌های خنده‌داری که پیش‌تر به حکایت‌نویسان خارجی نسبت داده می‌شد، در محافل ارمنی به نام پولوز موکوچ مرتبط شده است. در این زمینه، پولوز موکوچ به ملی‌سازی طنز شفاهی ارمنی کمک کرد.

## میراث
به عنوان شخصیتی کاریزماتیک، او توجه بسیاری از هنرمندان را به خود جلب کرد. محبوبیت بسیار زیاد او با شرکت کل جمعیت لنیناکان در مراسم خاکسپاری‌اش در سال ۱۹۳۱ تأیید شد. آوتیک ایساهاکیان یادبودی بر قبر او ساخت و نوشت: «ملت‌های جهان حکایات، لطیفه‌ها و گفته‌های خود را به یک فرد نسبت می‌دهند و او را جاودانه می‌کنند. چنین بود موکوچ برای مردم ما. تفاوت این است که دیگران افسانه هستند، فرد واقعی وجود نداشته و مکان قبر معلوم نیست، اما پولوز موکوچ یک فرد واقعی بود و قبرش موجود است.»
یک نویسنده دیگر ارمنی به نام خاچیک داشتنتس شعری دربارهٔ او سرود است:
پولوز موکوچ درگذشت،

و بوشی تاخ از غم فراوان درد کشید،

و بر روی قبر شهروند قدیمی و خوب گیومری

شاعر آوو سنگی حک کرد.
نقاش هاکوب آناکیان مجموعه‌ای از پرتره‌ها را خلق کرد که پولوز موکوچ به عنوان مضمون اصلی آن‌ها بود. پولوز موکوچ همچنین به عنوان مضمون اصلی برای شخصیت اصلی شعر «فایتون آلک» اثر خاچیک داشتنتس مورد استفاده قرار گرفت. مجسمه پولوز موکوچ، ساخته نارک سامولیان، در سال ۲۰۱۲ در حیاط کلیسای نجات‌دهنده مقدس، گیومری رونمایی شد. خانه آبجو پولوز موکوچ، که در یک عمارت قدیمی ساخته شده در دهه ۱۸۶۰ واقع است، در دهه ۱۹۶۰ در ارمنستان شوروی در منطقه تاریخی کومایری و به نام پولوز موکوچ افتتاح شد. این ملک در اواخر دهه ۱۹۹۰ خصوصی‌سازی شد و به عنوان خانه آبجو به فعالیت خود ادامه داد. یک نیم‌تنه از پولوز موکوچ در ورودی آن قرار گرفت. امروزه، این خانه آبجو یکی از نقاط دیدنی برجسته گیومری است.
مرکز توسعه روابط عمومی ارمنستان برنامه دارد که پولوز موکوچ از گیومری و پله پوغی از قره‌باغ را در قالب یک مجموعه جدید فیلم‌های انیمیشنی چندزبانه بازآفرینی کند. این مجموعه با الگو گرفتن از فیلم‌های مربوط به ملا نصرالدین ساخته خواهد شد.

## نگارخانه
- پولوز موکوچ (در مرکز با دهل) و تسیترو آلک (دوم از سمت چپ در ردیف پایین) با گروه موسیقی‌شان
- مراسم خاکسپاری پولوز موکوچ در سال ۱۹۳۱
- یادبود قبر پولوز موکوچ
- مجسمه پولوز موکوچ در گیومری
- عکس پولوز موکوچ روی نمای بیرونی خانه آبجو پولوز موکوچ